# Xiao Xun
Xiao Xun, pseudonimo di Huang Jing Yi (cinese tradizionale: 黃瀞怡; cinese semplificato: 黄瀞怡; pinyin: Huáng Jìng Yí; caratteri cinesi pseudonimo: 小薰; Taiwan, 27 febbraio 1989), è una cantante, attrice e modella taiwanese di origini Atayal.
Oltre ad essere attrice e cantante, suona il pianoforte.

## Biografia
Xiao Xun è stata scelta nel 2005 insieme ad altre sette ragazze per far parte della girl band taiwanese Hey Girl, che all'inizio della sua carriera era conosciuta con il nome di Hei Se Hui Mei Mei. Il gruppo è conosciuto in particolar per aver lavorato insieme ad altre boy band maschili mandopop, specialmente i Lollipop, che sono composti da sei membri. Xiao Xun ha lavorato anche con il cantante Ah Ben, della boy band Choc7, nel teen drama 18 Jin Bu Jin.

## Filmografia

### 2006
- Angel Lover - Episodio 3 (caratteri cinesi: 天使情人; pinyin: Tiān Shǐ Qíng Rén)

### 2007
- Brown Sugar Macchiato (黑糖瑪奇朵) - XiaoXun 小薰
- 18 Jin Bu Jin - Xia Nian Qiao 夏念喬 (caratteri cinesi: 18禁不禁; pinyin: 18 Jīn Bù Jīn?)

### 2008
- Rolling Love - Wasabi 哇莎比 (caratteri cinesi: 翻滾吧！蛋炒飯; pinyin: Fān Gǔn Ba! Dàn Chǎo Fàn)
- The Legend of Brown Sugar Chivalries - Ren Ying Ying 任瑩瑩 (caratteri cinesi: 黑糖群俠傳; pinyin: Hēi Táng Qùn Xia Zhuan)

### 2010
- Love Keeps Going (美乐。加油） - Han Yi Fei

## Discografia

### Album
- 2008 - Hey Girl (首張同名專輯)

### EP
- 2006 - Wo Ai Hei Se Hui mei mei (我愛黑澀會)
- 2006 - Mei Mei Si Mi De Yi Tian - Fen Hong Gao Ya Dian / Tian Xin Hong Jia Ji  (美眉私密的一天 - 粉紅高壓電 / 甜心轟炸機)
- 2007 - Mei Mei Si Mi Party (美眉私密Party)
- 2011 - Hey Girl (黑Girl)

### Colonna sonora
- 2007 - 18 Jin Bu Jin OST (18禁不禁電視原聲帶)
- 2007 - Brown Sugar Macchiato OST (黑糖瑪奇朵原聲帶)
- 2008 - The Legend of Brown Sugar Chivalries OST (黑糖群俠傳電視原聲帶)

### Video musical
- I Love Blackie - (Mei Mei Private Diary)
- Shining Kiss - (Mei Mei Private Day - Tian Xin Hong Jia Ji)
- Shake it baby - (Mei Mei Private Day - Tian Xin Hong Jia Ji)
- Sunny Dolls - (Mei Mei Private Day - Tian Xin Hong Jia Ji)
- Sweet Sweet Circle / Donuts - (18 Jin Bu Jin OST)
- Happiness Bubbles - (Mei Mei Private Day)
- Brown Sugar Show - (Brown Sugar Macchiato OST)
- Jiao Jie Jie - (Hey Girl)
- OOXX - (Hey Girl)
- Nu Sheng - (Hey Girl)
- 哈庫吶瑪塔塔 - (Hey Girl)
- Slow For Half a Beat - (黃靖倫 Jing Huang)
- Hey Girl - (黑Girl)
- Lovers and Friends - (黑Girl)